# Skala MBG
Skala MBG – (ang. Myocardial Blush Grade) została zaproponowana w 1998 przez van't Hof 4-stopniowa skala służąca do oceny przepływu mięśniowego (czyli faktycznej perfuzji mięśnia sercowego). Ocena stopnia faktycznej perfuzji mięśnia serca jest szczególnie istotna u chorych, u których doszło do całkowitego ustania krążenia w tętnicach doprowadzających krew do serca (krążenie nasierdziowe odpowiadające krążeniu w naczyniach wieńcowych), czyli w przypadkach klasyfikacji w skali TIMI 0.
- MBG 0 – brak przepływu czyli brak uzyskania reperfuzji mięśnia sercowego. Nie pojawia się charakterystyczne zaczernienie (blush) w obszarze zaopatrywanym przez daną tętnicę wieńcową.
- MBG 1 – minimalne zaczernienie (zmatowienie) obrazu
- MBG 2 – umiarkowane zaczernienie obrazu
- MBG 3 – prawidłowa reperfuzja, zmatowienie identyczne z obrazem referencyjnym

Do oceny krążenia mięśniowego stosowana jest również skala TMPG.